# Alphabet Inc.
A Alphabet Inc. é uma sociedade holding e um conglomerado que possui diretamente várias empresas que foram pertencentes ou vinculadas ao Google, incluindo o próprio Google. A empresa está sediada na Califórnia e foi fundada pelos cofundadores do Google, Larry Page e Sergey Brin. Desde dezembro de 2019, o CEO da empresa passou a ser Sundar Pichai.
O portfólio da Alphabet se expandiu através de vários setores, incluindo tecnologia, ciências da vida, capital de investimento e pesquisa. Algumas de suas subsidiárias incluem Google, Calico, Google Capital, Google Ventures, Google X e Nest Labs.
O estabelecimento da Alphabet como um conglomerado de empresas do Google foi motivado por seus executivos, que sentiram que o Google teve que se tornar "mais limpo e mais responsável", permitindo maior controle das empresas cuja atividade principal não estava relacionado com ele.
Em 2022, a empresa foi considerada uma das maiores do mundo no ramo da tecnologia. Ela ocupa o segundo lugar no ranking Global 2000 da Forbes com vendas recorde de US$ 257,5 bilhões em anúncios digitais. A empresa também figurou em oitavo lugar na 68ª edição do ranking das 500 maiores empresas dos EUA, com base no faturamento de 2021, da Fortune.
Inc. (do inglês incorporated) termo que representa uma "corporação", entidade legal que juridicamente é separada dos diretores/acionistas; onde os ativos dos diretores/acionistas são separados dos ativos da empresa.

## História
A Alphabet foi anunciada em 10 de agosto de 2015 no blog do Google. Ela foi criada para reestruturar o Google movendo as subsidiárias do Google para a Alphabet, diminuindo a área de atuação do Google ou mesmo como eles dizem "Sem ter de atrelar tudo ao nome Google", podendo se ampliar no mercado e deixando a Google mais livre de suas tarefas atuais, podendo focar em seus atuais serviços fornecidos.
O nome foi escolhido por causa de "alphabet" (alfabeto, em português) denominar todas as letras de uma linguagem, uma das inovações mais importantes da humanidade, e é o núcleo de como eles indexam as buscas do Google.
A companhia é formada pela Google Inc., Nest Labs, Calico e as subsidiárias anteriores da Google, como o Google X, Google Capital, Google Fiber, Life Sciences e Google Ventures.

### Google
Sundar Pichai, que anteriormente era o Chefe de Produtos da Google, como o sistema operacional Android, se torna o novo CEO da Google Inc, substituindo o anterior diretor-executivo Larry Page.
A Google ainda continuaria tendo subsidiárias, porém o seu foco iria diminuir e a empresa poderia se expandir em outros ramos, tendo a Google no foco de softwares e produtos tecnológicos. Mesmo com a Alphabet se tornando a nova empresa e a Google apenas uma subsidiária, a Google é a principal empresa da Alphabet.

### Domínio .xyz
A escolha do nome abc.xyz pode ter sido porque o nome Alphabet.com pertence a uma divisão de negócios da empresa de automóveis BMW, porém as empresas ainda estão em diálogos para entrarem em um acordo sobre o domínio.

## Estrutura

Estrutura proposta pela Alphabet Inc.

A maior subsidiária da Alphabet é o Google Inc., mas o conglomerado também é a empresa-mãe da Calico, Google Ventures, Google Capital, Google X e Nest Labs.
Enquanto muitas empresas ou divisões que anteriormente eram parte do Google se tornaram subsidiárias da Alphabet, o Google continuou a ser a empresa responsável pelos negócios relacionados à internet do conglomerado. Estes incluem muitos dos produtos e serviços mais emblemáticos e associados à marca Google, tais como o sistema operacional móvel Android, o YouTube e o Google Search, que permaneceram como componentes diretos do Google e não foram transformados em subsidiárias da Alphabet.

## Processo de reestruturação acionária
Para iniciar o processo de reestruturação, a Alphabet foi criada como uma subsidiária, detida diretamente pela Google Inc. Os papéis das duas empresas - uma como proprietária e a outra como subsidiária - então foram revertidos em duas etapas. Em primeiro lugar, uma empresa fantoche da Alphabet foi criada. Em seguida, a Google se fundiu com essa filial de fachada durante a conversão de ações do Google para as da Alphabet. A subsidiária pós-fusão, não a de fachada, mudou seu nome para "Google Inc." A Alphabet manteve a história e o preço das ações da Google Inc. e continuou a negociar sob siglas "GOOG" e "GOOGL". Sob a lei de Delaware, uma reorganização acionária deste tipo pode ser feita sem o voto de acionistas, assim como essa reorganização foi.